# Managua (jezioro)
Managua (hiszp. Lago de Managua, indiańskie Xolotlán) – jezioro tektoniczne, położone w zachodniej Nikaragui, na wysokości 37 m n.p.m. Zajmuje powierzchnię 1035 km². Wody jeziora Managua są odwadniane okresowo przez rzekę Tipitapa, która łączy je z pobliskim jeziorem Nikaragua.
Jezioro Managua jest silnie zanieczyszczone. Przyczyniła się do tego m.in. fabryka firmy Kodak, która w latach 50. XX wieku wprowadziła do wód jeziora rtęć. Poważnym źródłem zanieczyszczeń są też położone nad jeziorem miasta. Na południowym brzegu leży największe miasto i stolica Nikaragui – Managua. Inne większe miasta to Nagarote i Tipitapa. W latach 2004–2007 z funduszy rządu niemieckiego powstać miała oczyszczalnia ścieków dla stolicy, która ma przyczynić się do zmniejszenia zanieczyszczenia jeziora.
Gdy w 1998 huragan Mitch pustoszył Amerykę Środkową, wody jeziora Managua podniosły się na skutek wysokich opadów o blisko 3 m w ciągu 5 dni. Zniszczonych zostało wówczas wiele osiedli na wybrzeżu jeziora.